# BAR 002
La BAR 002 è la seconda monoposto di Formula 1 prodotta dalla British American Racing, realizzata per partecipare al campionato mondiale di Formula 1 2000.

## Stagione
Vengono confermati i piloti della stagione precedente, Jacques Villeneuve e Ricardo Zonta. Rispetto alla vettura precedente, la macchina si rivelò più valida e veloce. I migliori risultati sono quattro quarti posti di Villeneuve (Australia, Francia, Austria e Stati Uniti). La stagione si conclude al 5º posto nei costruttori con 20 punti totali, a pari merito con la Benetton, ma dietro ad essa per peggiori piazzamenti.

## Risultati in Formula 1
| Anno | Team                    | Motore               | Gomme | Piloti     |   |     |    |     |     |     |     |    |     |     |     |    |    |     |   |   |     | Punti | Pos. |
| ---- | ----------------------- | -------------------- | ----- | ---------- | - | --- | -- | --- | --- | --- | --- | -- | --- | --- | --- | -- | -- | --- | - | - | --- | ----- | ---- |
| 2000 | British American Racing | Honda RA000E 3.0 V10 | B     | Villeneuve | 4 | Rit | 5  | 16  | Rit | Rit | 7   | 15 | 4   | 4   | 8   | 12 | 7  | Rit | 4 | 6 | 5   | 20    | 5º   |
| 2000 | British American Racing | Honda RA000E 3.0 V10 | B     | Zonta      | 6 | 9   | 12 | Rit | 8   | Rit | Rit | 8  | Rit | Rit | Rit | 14 | 12 | 6   | 6 | 9 | Rit | 20    | 5º   |